# (5758) Brunini
(5758) Brunini es un asteroide perteneciente al cinturón de asteroides descubierto el 20 de agosto de 1976 por el equipo del Observatorio Félix Aguilar desde el Complejo Astronómico El Leoncito, San Juan, Argentina.

## Designación y nombre
Designado provisionalmente como 1976 QZ1. Fue nombrado Brunini en homenaje a Adrián Brunini, jefe del grupo de mecánica celeste del Observatorio de La Plata y es conocido por su investigación sobre la formación y evolución del sistema solar.

## Características orbitales
Brunini está situado a una distancia media del Sol de 2,247 ua, pudiendo alejarse hasta 2,387 ua y acercarse hasta 2,106 ua. Su excentricidad es 0,062 y la inclinación orbital 6,766 grados. Emplea 1230,59 días en completar una órbita alrededor del Sol.

## Características físicas
La magnitud absoluta de Brunini es 14. Tiene 4,379 km de diámetro y su albedo se estima en 0,305. 